# 占领克里米亚议会
2014年2月27日，乌克兰克里米亚最高拉达被“小绿人”占领。这是俄乌战争的成因之一，并为三周后吞并克里米亚奠定了基础。乌克兰克里米亚自治共和国检察官办公室将该事件描述为一桩恐怖袭击。 占领完成几个小时后，俄罗斯指派了克里米亚部长会议主席，罢免乌克兰政治家阿纳托利·莫吉廖夫，并任命俄罗斯政治家谢尔盖·阿克肖诺夫接替。

## 背景
2014年2月，在尊严革命推翻乌克兰总统维克托·亚努科维奇后，俄罗斯领导人决定“开始努力使克里米亚回归俄罗斯”。2月25日，由克里米亚方面军和哥萨克组织等组织的亲俄集会在克里米亚最高拉达大楼外举行。抗议者高喊亲俄口号，并要求通过举行公投与乌克兰分离。此前，克里米亚自治共和国最高拉达议长弗拉基米尔·安德烈耶维奇·康斯坦丁诺夫宣布将于2月26日展开特别会议。媒体报道称，关于克里米亚脱离乌克兰的问题可能提至会议上，但康斯坦丁诺夫对此予以否认，称这是“克里米亚政府内马克耶夫卡团队”的挑衅。
2月26日，在克里米亚最高拉达的城墙上并行举行了两场活动：由克里米亚鞑靼人民族议会组织的亲乌克兰集会，聚集多达一万名参与者，以及由“俄罗斯团结”党发起的约700人的亲俄集会。由于执法人员采取的安全措施令人不满，亲乌和亲俄集会人员间发生斗殴，导致两名亲俄集会参与者死亡。集会以亲乌派击退反对者而结束。原定于当天举行的会议取消。

## 占领过程
2月27日上午4:30左右，两组10-15名“小绿人”进入克里米亚最高拉达大楼，并将其控制。 完成占领后，袭击者立即被封锁在室内，此前少量工作人员得以离开。来自乌克兰民主改革联盟的克里米亚人民代表谢尔希·库尼琴说，该建筑被120名训练有素的人员占领，他们拥有大量武器，包括自动武器、机枪和榴弹发射器等，这将使他们能够长期自卫。夺取该建筑者自称克里米亚俄语居民自卫队，然而鞑靼人民族议会领导人里法特·丘巴罗夫表示这些人是俄罗斯人。后来便可明显发现，该行动是由俄罗斯特种部队策划的。
8:30，克里米亚部长会议主席阿纳托利·莫吉廖夫向克里米亚居民发表讲话，通知他们约50名身份不明的人占领了克里米亚最高拉达。 9时，阿纳托利·莫吉廖夫宣布尝试谈判，但未取得任何结果，因为据莫吉廖夫说法，占领者拒绝发言。
时任乌克兰国家安全局负责人瓦伦丁·纳利瓦琴科认为，克里米亚议会未被强行占领，因为包括警察在内的克里米亚当局自愿移交了对该建筑和武器的控制权。